# 2006 RH120
A 2006 RH120 egy kisbolygó, amelyet 2006. szeptember 14-én fedeztek fel az arizonai Catalina Sky Survey kutatóközpont 68 cm-es Schmidt-távcsövével (az égitest ottani jelölése 6R10DB9).
Az égitest fényessége 19,3 magnitúdó volt, mérete körülbelül 1-6 méter. Felfedezése után hamar kiderült, hogy a néhány méter átmérőjű égitest a Föld körül kering. Mivel azonban pályája szinte merőleges a Hold pályasíkjára, nem maradt hosszú ideig a közelünkben. Három keringés után, 2007 szeptemberének elején elhagyta bolygónk környezetét. A pályára állás utáni első földközelsége január 3-án, a második pedig március 25-én volt. A harmadik, egyben legkisebb távolságú (277 ezer kilométer) perigeum 2007. június 14-én volt, amely után olyan sebességre gyorsult, ami a Föld-Hold rendszer elhagyására kényszerítette.
Fontos kérdés, hogy vajon milyen pályán keringett az égitest mielőtt a Föld közelébe ért volna? Annyi bizonyos, hogy közel kör alakú, a bolygónkéhoz nagyon hasonló pályán járhatott.
Felmerült, hogy az objektum esetleg az 1960-as, 1970-es évek egyik űrkísérlete során Nap körüli pályára állt rakétafokozat, bár ekkor a kis tömeg miatt már észlelnünk kellett volna a Nap sugárnyomása okozta pályaváltozást. Mivel ilyet eddig nem tapasztaltak, a kutatók többsége természetes eredetű, tömör égitestre gyanakszik.